# 丽江 (广西)
丽江，又称新桥江，位于中华人民共和国广西壮族自治区南部，是南流江左岸支流，发源于北流市六麻镇六美村，南流至陆川县潭湾转西流，至路村转西北流，经陆川县米场镇、马坡镇，至陆川县与玉林市玉州区边界处的玉州南江街道分界村官田坡转西南流，经福绵区新桥镇，于田横村犁头咀汇入南流江。河长61千米，平均比降1.42‰，流域面积537平方千米。年均径流量4.528亿立方米。丽江流域土地肥沃，盛产粮食和水果。